# De inbreker
De inbreker is een Nederlandse film uit 1972 onder regie van Frans Weisz. De film is gebaseerd op het gelijknamige boek van August Defresne uit 1961. Hij heeft als internationale titel The Burglar.

## Verhaal
Glimmie (Rijk de Gooyer) beleeft een periode van slechte zaken in zijn inbrekersbestaan. Bij zijn laatste inbraak stuit hij op een lege kluis, waardoor Glimmie maar ook zijn maat De Bonk (Jon Bluming) de wanhoop nabij zijn. Maar dan krijgen ze een opdracht waarbij drieduizend gulden te verdienen valt: ze moeten het jonge meisje Fanny (Willeke van Ammelrooy) op zien te sporen en weer terugbrengen bij haar stiefvader, Van Borsen (Bob de Lange), een rijke bankier. Volgens Van Borsen is Fanny een drugsverslaafde die van huis is weggelopen. De politie inschakelen zou zorgen voor negatieve publiciteit, die ernstige gevolgen kan hebben voor zijn hoge functie.
Inspecteur Van Hol (Frits Lambrechts), die is aangewezen om Glimmie in de gaten te houden, raadt het duo af om te werken voor Van Borsen, maar Glimmie en De Bonk luisteren niet naar hem. Al gauw blijkt de opdracht, zoals door Van Hol voorspeld, een vuil plan te zijn van de opdrachtgever. Glimmie gelooft dat Van Borsen Fanny mishandelt en haar zal vermoorden als ze eenmaal is opgespoord, waarna Glimmie en De Bonk worden beschuldigd van de moord. Ondertussen krijgt hij bezoek van Van Huiberk, van de Duitse ambassade, die eist te weten wat hij heeft besproken met Van Borsen. De volgende dag wordt de huurmoordenaar dood gevonden, maar inspecteur Van Hol gelooft dat Glimmie er niets mee te maken heeft.
Niet veel later vinden Glimmie en De Bonk Fanny in een stripclub. Met enkele tegenzin wordt ze ondergebracht in het bordeel van Glimmies moeder, waar ook hun vriendin Miep werkt. Hoewel ze aan De Bonk toegeeft dat ze is verkracht, gechanteerd en gewurgd door haar stiefvader, ziet Fanny de enst van de situatie niet in, en nog diezelfde dag rent ze weg. Ze wordt ontvangen door een man die Glimmie al een tijd achterna loopt, en ze wordt door deze mysterieuze man doodgestoken met Glimmies stiletto. Dezelfde man pleegt vervolgens zelfmoord door een snelweg op te lopen. Glimmie realiseert zich dat alle pijlen naar hem wijzen en probeert de schuld in de schoenen van De Bonk te schuiven, maar dit loopt uit tot een knokpartij waardoor Glimmie in het ziekenhuis belandt. De Bonk blijft achter bij Glimmies moeder, met wie hij een affaire begint en uiteindelijk trouwt.
In de rechtbank beschuldigt Van Borsen Glimmie van ontvoering van en moord op Fanny. In plaats van de waarheid te vertellen, gaat Glimmie mee in Van Borsens beweringen en verdraait die zodanig, dat hij wordt vrijgesproken. Nadien probeert hij met de hulp van Miep zijn onschuld te bewijzen, maar Miep is te bang en stuurt haar 16-jarige nicht Slofje naar hem. Na een moeilijke start vormen ze een goed en hecht team, dat papieren steelt van Van Borsen. Ze worden achtervolgd door een van de mannen van Van Borsen, totdat deze in de boeien wordt geslagen door Van Hol. Op de achtergrond speelt een internationale financiële zwendel. Glimmie ontcijfert dit en gaat nog eenmaal inbreken bij Van Borsen om zijn onschuld te bewijzen.
Nadat hij de juiste papieren heeft gevonden, wordt hij betrapt door Van Borsen. Voordat Van Borsen hem kan neerschieten, gooit Glimmie een stiletto naar zijn keel, waarna hij doodbloedt. Glimmies naam is eindelijk gezuiverd en hij besluit voor Slofje te blijven zorgen.

## Rolbezetting
| Acteur                 | Personage                     |
| ---------------------- | ----------------------------- |
| Rijk de Gooyer         | Willem 'Glimmie' Burg         |
| Jennifer Willems       | Angelique 'Slofje'            |
| Jon Bluming            | De Bonk                       |
| Willeke van Ammelrooy  | Fanny van Borsen              |
| Bob de Lange           | Van Borsen                    |
| Sylvia de Leur         | Miep                          |
| Frits Lambrechts       | Inspecteur Van Hol 'de Stoer' |
| Han Bentz van den Berg | President van de rechtbank    |
| Anny de Lange          | Glimmies moeder               |
| Roelant Radier         | Spion van Van Borsen          |
| Dolf Lasscher          | Van Huiberk                   |
| Hans Croiset           | Raadsheer                     |
| Ronny Bierman          | Hoertje                       |
| Ingeborg Jonassen      | Leni Scheepers                |
| Henk Votel             | Jopie                         |
| Allard van der Scheer  | Advocaat                      |

## Achtergrond
Voor de regie van de boekverfilming van August Defresnes misdaadroman koos producent Rob du Mée voor de intellectuele Frans Weisz. Weisz was ontevreden met de commerciële beslissing van Du Mée om Rijk de Gooyer in te zetten voor de hoofdrol en zag zelf liever Charles Aznavour die rol vertolken. Weisz vertelde later: "Ik zal je eerlijk zeggen dat ik vóór De inbreker nooit had gedacht dat ik ooit met Rijk de Gooyer een film zou maken. Ik vond 't altijd een vervelende man. Ik drink niet en ik rook niet en hij was precies m'n tegenpool." Tegen verwachting in verliep de samenwerking goed. De opnamen vonden plaats in mei en juni 1972.
De film werd positief ontvangen door de pers. De Gooyer kreeg alom goede kritieken en er werd geloofd dat hij door De inbreker uitgroeide tot een populaire filmster. Ook Weisz en Jennifer Willems kregen veel waardering van de critici. Weisz zelf gaf zijn waardering voor De Gooyer toe: "Het was eigenlijk de eerste keer dat een Nederlandse acteur de film maakte." Een enkele negatieve recensie kwam van het NRC Handelsblad, dat schreef: "Het beeld klopte niet. Het is namelijk zo, dat iedere misdadiger, de dief, de inbreker, de man die zich oefent in het werpen met messen, de vijand van de maatschappij is, en juist niet iemand die zich er op een vertederende oud-Amsterdamse manier mee geïntegreerd heeft."
De film werd ook een commercieel succes en had een totaal van 633.644 bezoekers.
1896-1909 · 1910-19 · 1920-29 · 1930-39 · 1940-49 · 1950-59 · 1960-69 · 1970-79 · 1980-89 · 1990-99 · 2000-09 · 2010-19
· 2020-29